# Siegessäule Hakenberg

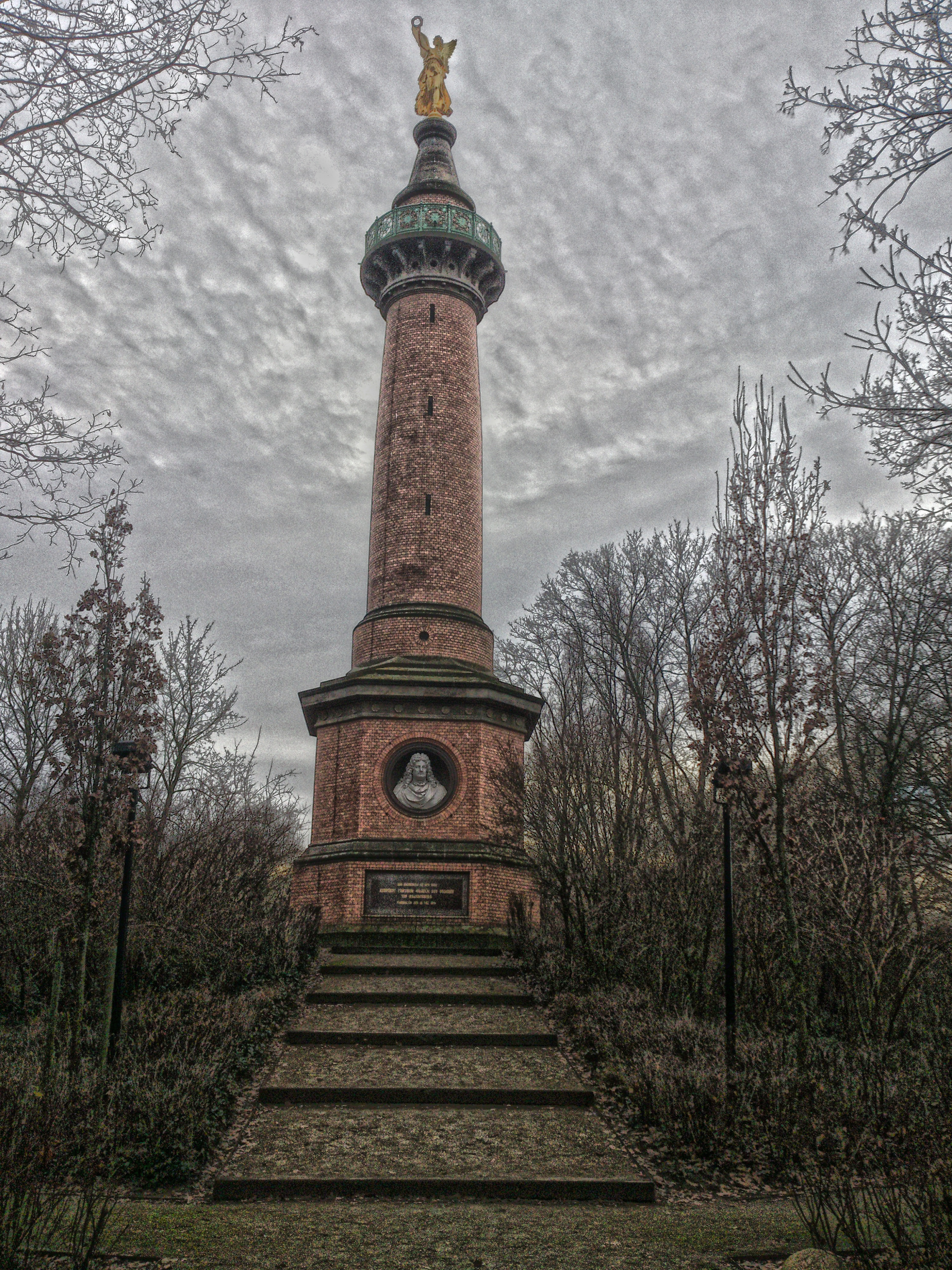
Siegessäule in Hakenberg

Die Siegessäule Hakenberg ist ein 36 Meter hohes Denkmal in Hakenberg bei Fehrbellin. Sie erinnert an die siegreiche Schlacht bei Fehrbellin des brandenburgischen Kurfürsten Friedrich Wilhelm gegen die Schweden am 18. Juni 1675 und steht auf dem Hügel, wo sich während der Schlacht die Geschützstellung der Brandenburger befand.
Die Siegessäule geht auf eine Initiative des Kronprinzen Friedrich Wilhelm (nachmals Kaiser Friedrich III.) zurück, der am 18. Juni 1875 auch die Grundsteinlegung vollzog. Den Entwurf zu dem Denkmal lieferte Regierungsrat Spieker in Berlin, die Bauleitung oblag Kreisbaumeister Heinrich von Lancizolle. Das Sockelgeschoss wurde in grauem Sandstein ausgeführt, der Turm wurde aus Feldbrandsteinen aus Ketziner und Hennigsdorfer Ziegeleien gemauert und mit gelben schlesischen Verblendsteinen verklinkert. Die Baukosten betrugen 100.000 Mark. Am zehnten Sedantag, dem 2. September 1879, fand die Einweihung statt.
Der zweigliedrige Sockel hat die Form eines Würfels mit vier abgestumpften Kanten. Auf ihm ruht ein rundturmartiger Aufbau, der in einer Höhe von 23 m eine umlaufende Galerie mit Aussichtsplattform trägt. Die Galerie ist über 114 Stufen zu erreichen und besteht aus einem eisernen Gitterwerk, in dessen Mitte sich auf einem grauen Sandsteinkegel die 4,15 Meter hohe, 15,5 t schwere (später vergoldete) Bronzestatue der Siegesgöttin Victoria erhebt. Sie ist ein Nachguss der Victoria, die Christian Daniel Rauch 1843 für den Berliner Belle-Alliance-Platz geschaffen hatte, gegossen in der Kunst- und Glockengießerei Lauchhammer. 
Im Sockelgeschoss ist außen eine Inschrifttafel mit der Widmungsinschrift, darüber eine überdimensionale Blendnische mit einer Kolossalbüste Friedrich Wilhelms eingelassen. Die Inschrifttafel und die Blendnische entstanden aus rotbraunem schwedischem Granit, während die Kurfürsten-Büste nach einem Entwurf von Andreas Schlüter in carrarischem Marmor in der Bildhauerwerkstatt von Albert Wolff geschaffen wurde.

## Galerie

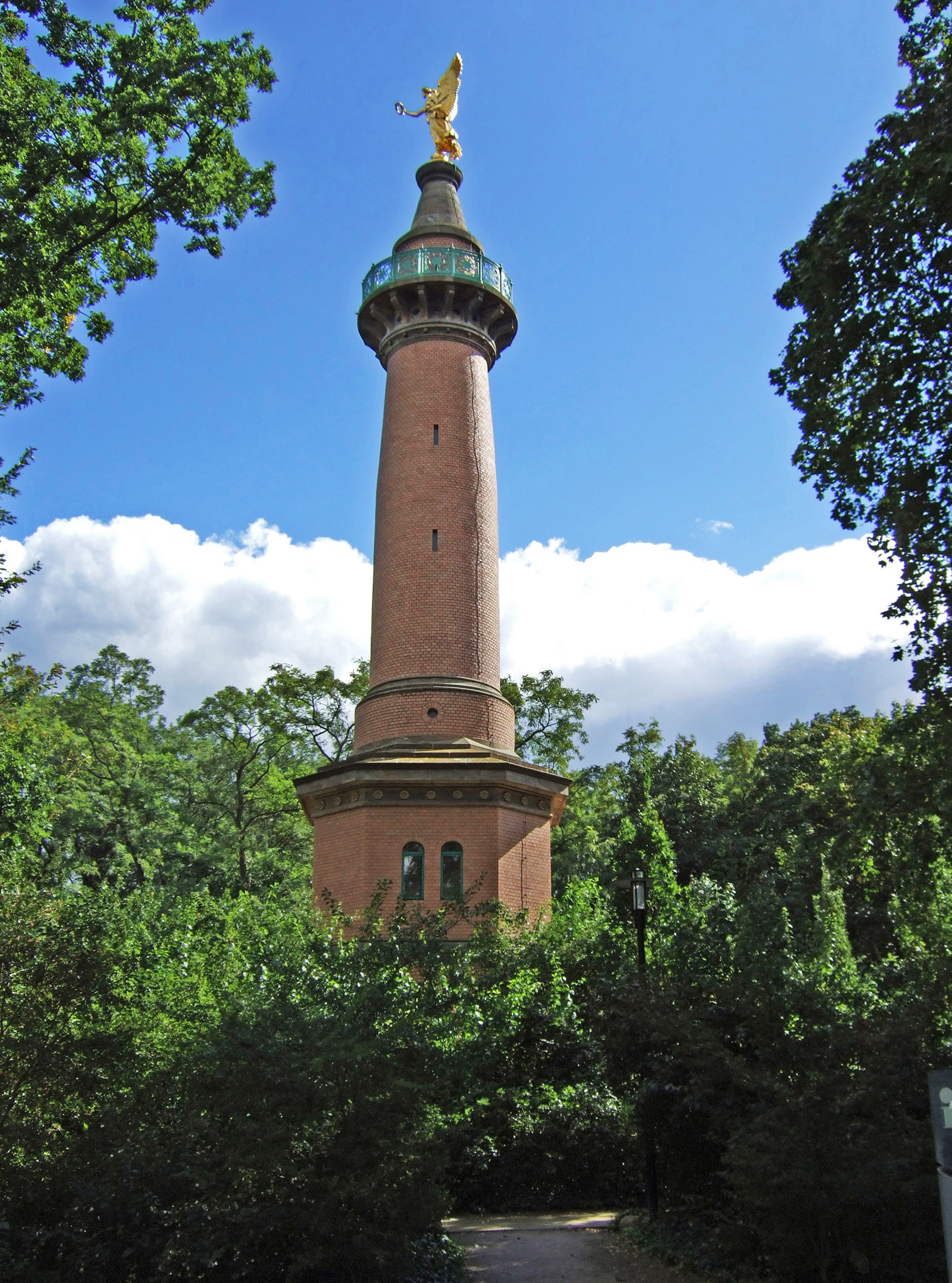
Denkmal
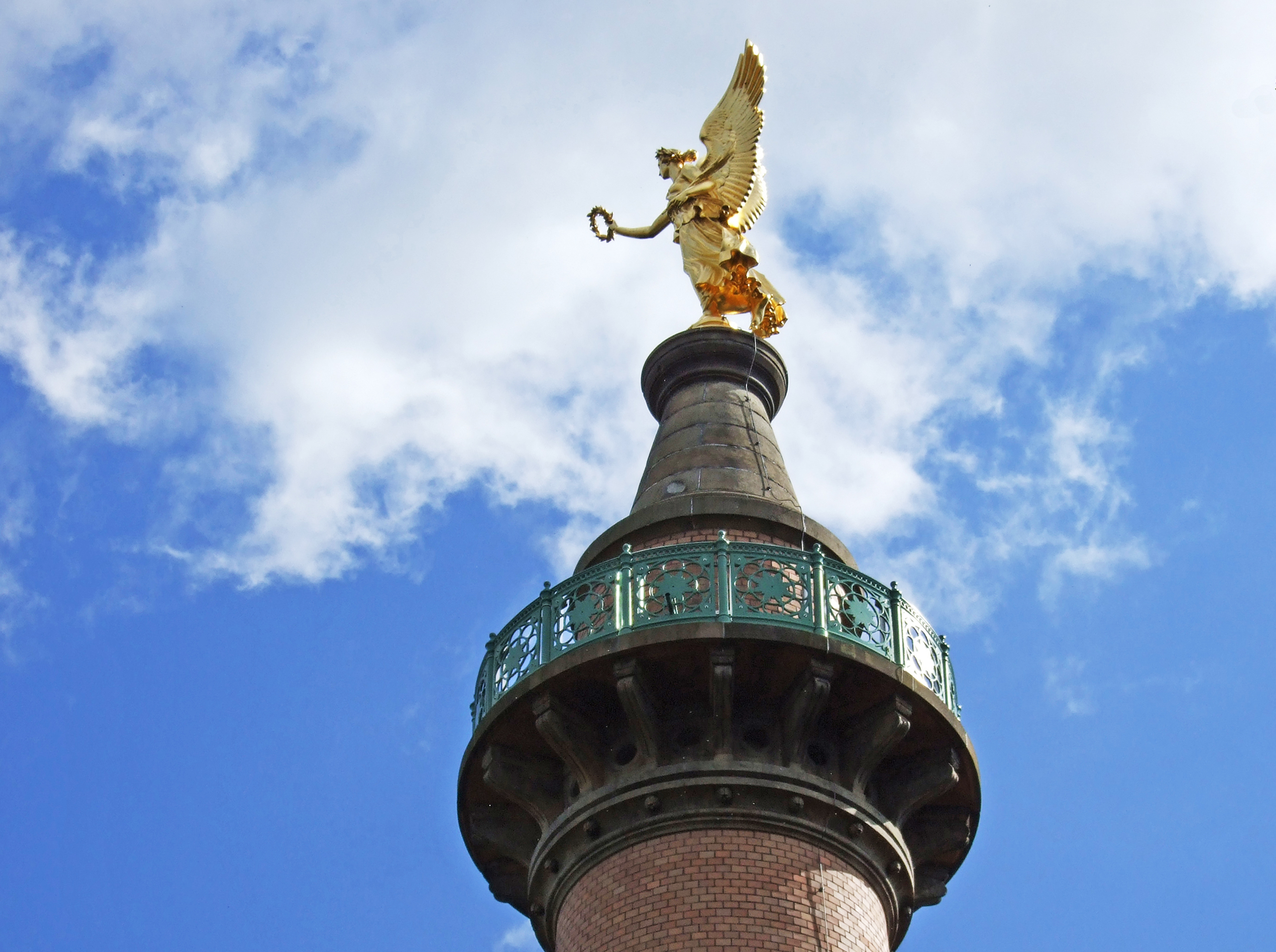
Victoria
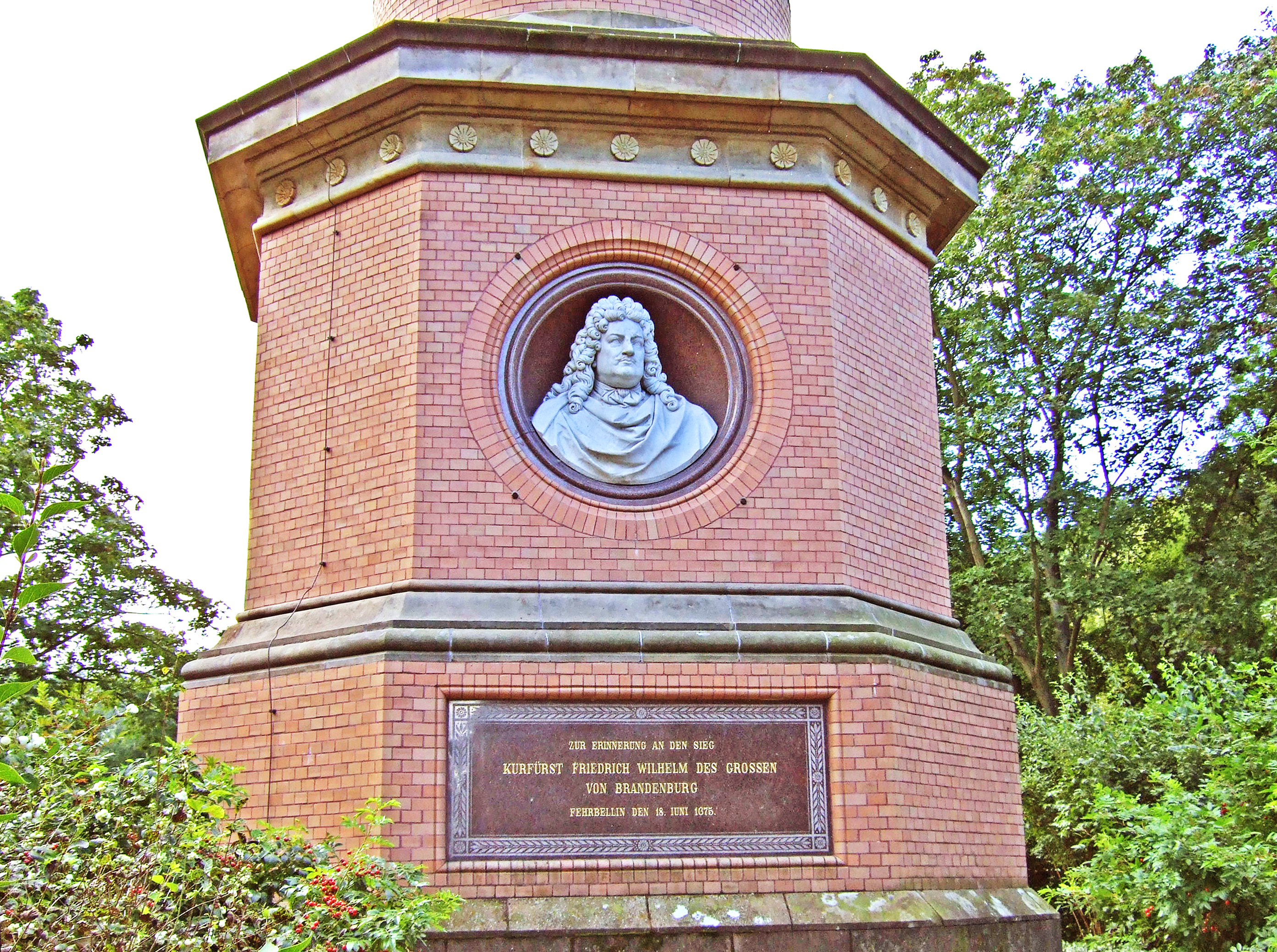
Büste des Großen Kurfürsten
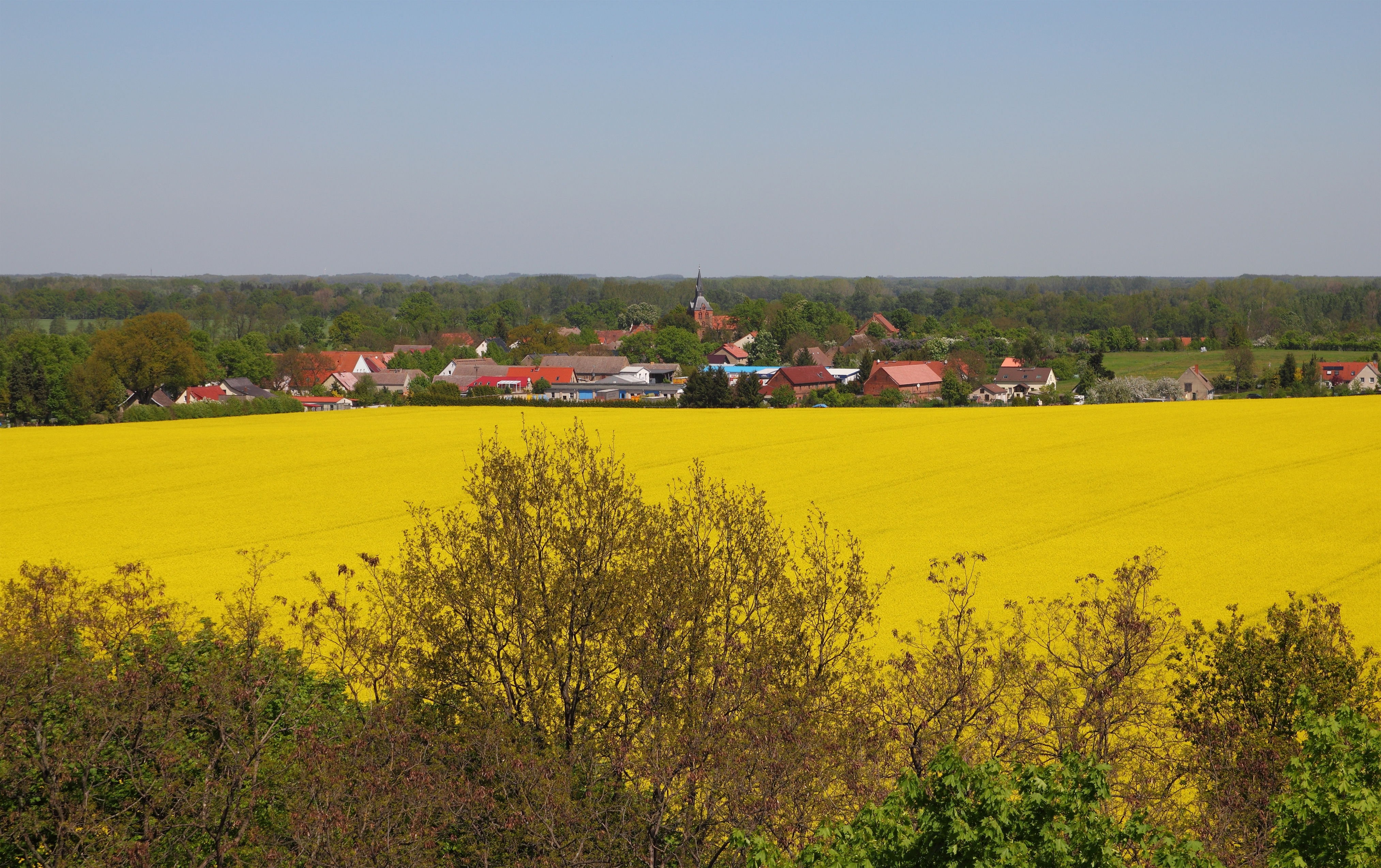
Aussicht vom Denkmal in Richtung Hakenberg